# Лео Коффлер
Леон «Лео» Бернгард Коффлер (нім. Leon "Leo" Bernhard Koffler), також відомий як Оскар Коффлер (нім. Oskar Koffler; 7 червня 1879, Журавно — 16 лютого 1931, Берлін) — австрійський та німецький кіносценарист, актор і співак єврейського походження. 

## Біографія
Родина Коффлера переїхала до Відня в 1882 році, де він здобув освіту. Він отримав атестат зрілості та став оперним співаком. У 1911 році він став директором театру в Кольмарі.
У 1914 році він переїхав до Берліна. Він співав у низці мюзиклів та опер, включаючи «Das Dreimäderlhaus» та «Hänsel and Gretel» у театрі «Theater des Westens». Коффлер також зіграв невеликі ролі в багатьох фільмах.
У 1916 році його призвали в австро-угорську армію. Це був саме той момент, коли він почав завойовувати собі репутацію. Після Першої світової війни Коффлер повернувся до Берліна в 1918 році та знову почав працювати в кіно, зокрема працюючи з невеликою угорською кінокомпанією «Віктор Кляйн». Саме в цей період він написав низку кіносценаріїв для Фріца Ланга, зокрема для фільмів «Пан кохання» та «Полуниця».
У пізніші роки його здоров'я погіршилося, і він зрештою більше не міг працювати, проте майже до самої смерті він співав у синагозі на Фазаненштрассе в Берліні.

## Сім'я
14 грудня 1909 року одружився в Люденшайді з Катаріною Францискою Мон (21 листопада 1888 — 1938).

## Фільмографія
- 1919 Phantome des Lebens — сценарист.
- 1919 Der Herr der Liebe — сценарист.
- 1919 Das Gift im Weibe — сценарист.
- 1919 Halbblut — сценарист.
- 1920 Die 3 weissen Teufel (Das Weltgewissen) — сценарист.
- 1920 New York - Paris (Spionagekonzern) частина 1 — сценарист.
- 1920 New York - Paris (Spionagekonzern) частина 2 — сценарист.
- 1920 Der Tiger von Sing Sing — актор.
- 1920 Die entfesselte Menschheit — актор.
- 1920 Der Shawl der Kaiserin Katharina II — актор.
- 1921 Fortunato 1. "Der tanzende Dämon" — актор.
- 1921 Fortunato 3. "Der letzte Atemzug" — сценарист.
- 1921 Die Tochter Ahasvers: "Das flackernde Licht" — сценарист, актор.
- 1921 Die Tochter Ahasvers: "Höllenreigen" — сценарист.
- 1921/1922 The Romance of a Poor Sinner — сценарист.